# 크리스틴 소날리 메릴

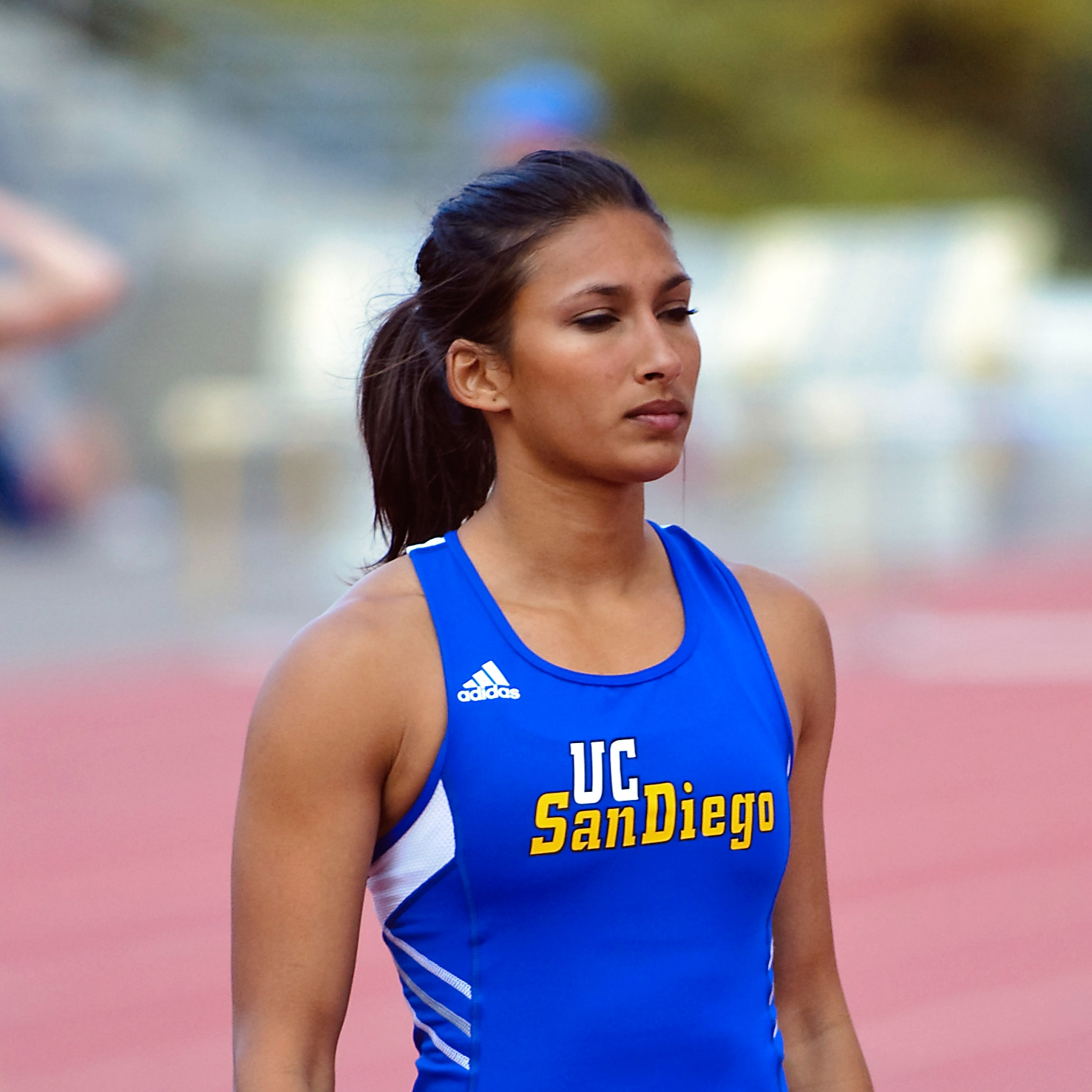
2010년

크리스틴 소날리 메릴(영어: Christine Sonali Merrill; 1987년 8월 20일 ~ )은 미국 캘리포니아주 베이커즈필드에서 태어난 스리랑카의 여자 육상 선수이다.
개인 최고 기록은 56초 45이다.